# 이마후쿠촌 (시마네현)
이마후쿠촌(今福村)은 시마네현 나카군에 있던 촌이다. 현재의 하마다시의 일부에 해당한다.